# Camille Doncieux

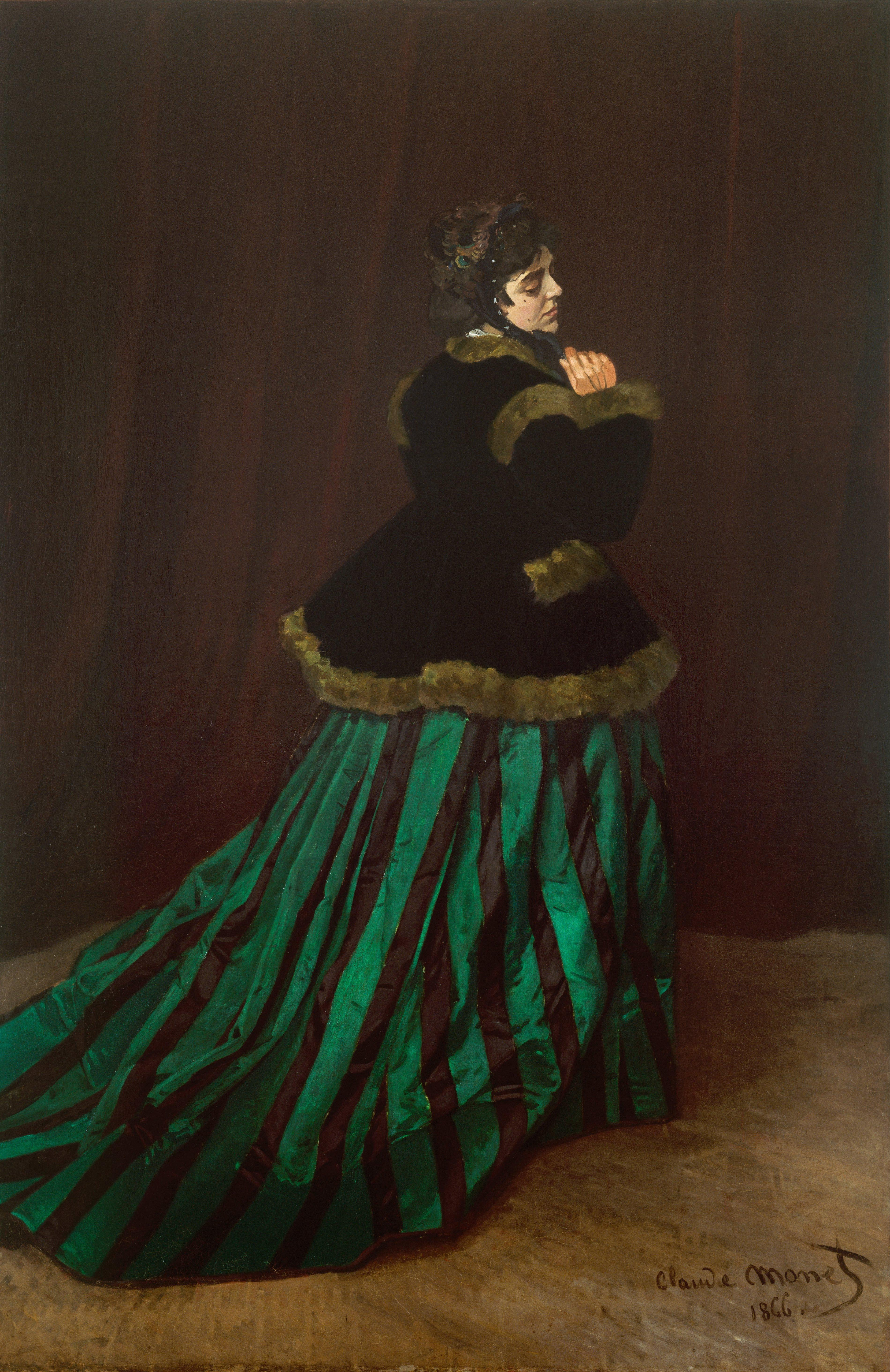
Camille Doncieux na obrazie Claude'a Moneta Kobieta w zielonej sukni

Camille Doncieux (ur. w 1847, zm. 5 września 1879) – pierwsza żona Claude'a Moneta, modelka do kilku obrazów męża.
Z malarzem pobrała się w 1870. Po ślubie wraz z mężem wyjechała do Londynu. W 1875 zachorowała. Zmarła najprawdopodobniej na raka miednicy. Istnieją też teorie, że zmarła na gruźlicę, a nawet z powodu nieudanego zabiegu aborcji.